# Salsitxa de Bolonya
La salsitxa de Bolonya  o  salsitxa de Bologna , és una salsitxa americana semblant a la mortadel·la italiana (realitzada amb salsitxa de porc finament picada i cubs de llard de porc, que prové de la ciutat italiana de Bolonya). Comunament en diuen bolonya o bologna (pronunciat  bolonya ). Les regulacions del govern dels Estats Units, requereixen que la bolonya americana sigui de gra fi i sense trossos visibles de greix. La bolonya també pot fer-se de pollastre, gall dindi, vedella o carn de porc.

## Varietats
- Bolonya - En general la bolonya és bàsicament igual a la salsitxa tipus «Hot dog», encara que més gran i en llesques.

- Bolonya de vedella - És una versió realitzada completament amb vedella, en general és d'un color més vermell que la seva contrapart de carn mixta.

- Bolonya Kosher o Halal - Típicament realitzada només amb vedella, però de vegades amb gall dindi o be.

- Bolonya alemanya - Coneguda també com a «bolonya a l'all», aquesta salsitxa es distingeix per l'all que s'afegeix a la recepta. La bolinia en Alemanya és coneguda com a  Fleischwurst .

- Bolonya de Lebanon - Nomenada així pel Comtat de Lebanon en Pennsilvània, és la varietat de salsitxa anomenada « Pennsilvània dutch ». Es distingeix pel seu sabor fumat, a més de pel seu aspecte fosc i gruixut, és una de les Bolonya de sabor més extrem.